# Reinhart Heinsdorff
Reinhart Heinsdorff (22 septembre 1923 – 26 mars 2002) est un artiste allemand. 
Reinhart Heinsdorff a, entre autres, dessiné :
- des pièces allemandes en Deutsche Mark :
  - des pièces de collection de 10 DM à l'occasion des Jeux olympiques d'été de 1972 de Munich
  - les pièces commémoratives de 2 DM avec les bustes de Konrad Adenauer, de Theodor Heuss
- la face nationale des pièces de 10, 20 et 50 centimes allemandes en euro, avec la porte de Brandebourg.